# Tigriopus angulatus
Tigriopus angulatus är en kräftdjursart som beskrevs av Lang 1933. Tigriopus angulatus ingår i släktet Tigriopus och familjen Harpacticidae. Inga underarter finns listade i Catalogue of Life.